# کیسی استونی
کیسی استونی (انگلیسی: Casey Stoney؛ زادهٔ ۱۳ مهٔ ۱۹۸۲) بازیکن فوتبال اهل بریتانیا است.
از باشگاه‌هایی که در آن بازی کرده‌است می‌توان به زنان آرسنال، بانوان چلسی و چارلتون اتلتیک اشاره کرد.
وی همچنین در تیم ملی فوتبال زنان انگلستان بازی کرده‌است.